# Gaza
Gaza (AFI: /ˈɡaʣʣa/ o /ˈɡaʣa/; in arabo غزة‎?, Ghazza), o Città di Gaza (in arabo مدينة ﻏﺰة‎?, Madīnat Ghazza), è una città nella Striscia di Gaza. Con 590 481 abitanti è la più popolosa città della Palestina. 
La principale attività economica di Gaza, che è amministrata da un consiglio comunale di 14 membri, è l'agricoltura. Tuttavia, il blocco e i conflitti ricorrenti hanno messo sotto grave pressione l'economia. La maggior parte degli abitanti di Gaza è di religione musulmana, anche se esiste una minoranza cristiana. Gaza ha una popolazione molto giovane, composta da circa un 75% di età inferiore ai 25 anni.

## Geografia

### Territorio
Il centro di Gaza è situato su una collina bassa e rotonda con un'altitudine di 14 m sul livello del mare. Gran parte della città moderna è costruita sulla pianura sotto la collina, in particolare a nord e ad est, formando la periferia di Gaza. La spiaggia e il porto di Gaza si trovano a 3 km ad ovest del nucleo della città e lo spazio in mezzo è interamente costruito su colline basse.
La giurisdizione municipale della città si estende oggi su circa 45 km². Gaza è 78 km a sud-ovest di Gerusalemme, 71 km a sud di Tel Aviv, e 30 km a nord di Rafah. Le località circostanti includono Beit Lahiya, Beit Hanoun e Jabalia a nord, e il villaggio di Abu Middein, il campo profughi di Bureij e la città di Deir al-Balah a sud.
La popolazione di Gaza dipende dalle acque sotterranee come unica fonte di acqua potabile, uso agricolo e approvvigionamento domestico. Il torrente più vicino è il Wadi Ghazza a sud, proveniente da Abu Middein lungo la costa. Il wadi porta una piccola quantità di acqua durante l'inverno e praticamente nulla durante l'estate. Gran parte del suo approvvigionamento idrico viene deviato in Israele. La falda acquifera di Gaza lungo la costa è costituita principalmente da arenarie pleistoceniche. Come la maggior parte della striscia di Gaza, Gaza è coperta dal suolo quaternario; i minerali argillosi nel terreno assorbono molti prodotti chimici organici e inorganici, alleviando parzialmente il livello di contaminazione delle acque sotterranee.
Una prominente collina a sud-est di Gaza, conosciuta come Tell al-Muntar, ha un'altitudine di 270 m sul livello del mare. Per secoli è stata rivendicata come il luogo in cui Sansone portò le porte della città dei Filistei. La collina è incoronata da un santuario (maqam) dedicato ad Ali al-Muntar ("Ali della Torre di Guardia"). Ci sono vecchie tombe musulmane intorno agli alberi circostanti, e l'architrave della porta del maqam ha due iscrizioni arabe medievali.

### Clima
Gaza ha un clima semiarido caldo (Köppen:BSh) con caratteristiche mediterranee, caratterizzato da inverni miti e piovosi ed estati calde e asciutte. La primavera arriva intorno a marzo-aprile e i mesi più caldi sono luglio e agosto, con il massimo medio di 33 °C (91 °F). Il mese più freddo è gennaio, con temperature generalmente a 18 °C (64 °F). La pioggia è scarsa e generalmente cade tra novembre e marzo, con tassi di precipitazione annuali di circa 390 millimetri (15 in).

## Origini del nome
Il nome "Gaza" appare per la prima volta dai documenti militari del faraone Thutmose III d'Egitto nel XV secolo a.C..
Nelle lingue semitiche, il significato del nome della città è "feroce, forte". Il nome ebraico della città è Aza (עזה), l'ayin all'inizio della parola rappresentava una fricativa velare sonora in ebraico biblico, ma in ebraico moderno è muta.
Secondo Shahin, gli antichi Egizi la chiamavano "Ghazzat" ("città preziosa"), ed i musulmani spesso "Ghazzat Hashem", in onore di Hashim, bisnonno di Maometto che, secondo la tradizione, è sepolto in città.
Altre traslitterazioni arabe appropriate per il nome arabo sono Ghazzah o Ġazzah. Sebbene la "z" sia doppia in arabo, è stata traslitterata in greco come una singola zeta, ed il velare espresso o la fricativa uvulare all'inizio è stata traslitterata con una gamma.

## Storia
Abitata almeno dal 1500 a.C., Gaza è stata dominata da diversi popoli e imperi nel corso della sua storia. I Filistei ne fecero parte della loro Pentapoli dopo che gli Egizi la avevano governata per quasi 350 anni.
Sotto i Romani - nella loro forma pagana e dopo la cristianizzazione - Gaza conobbe una relativa pace e il suo porto fiorì; grandissimo prestigio ebbe la locale scuola di retorica, nella quale si formò lo storico e cronista bizantino Procopio di Cesarea.
Nel 635 divenne la prima città in Palestina a essere conquistata dall'esercito musulmano dei Rashidun e rapidamente si trasformò in un centro di diritto islamico. Tuttavia, quando i crociati invasero il paese a partire dal 1099, Gaza era in rovina. Nei secoli successivi, Gaza subì diverse difficoltà: dalle incursioni mongole ad inondazioni e locuste, riducendosi ad un villaggio nel XVI secolo, quando fu incorporata nell'Impero ottomano. Durante la prima metà del dominio ottomano, la dinastia Ridwan controllava Gaza e sotto di loro la città attraversò un'epoca di grande commercio e pace. Il comune di Gaza fu fondato nel 1893.
Gaza cadde sotto controllo delle forze britanniche durante la prima guerra mondiale, diventando parte della Palestina mandataria. A seguito della guerra arabo-israeliana del 1948, l'Egitto amministrò il territorio della nuova striscia di Gaza e furono fatti diversi miglioramenti alla città. Gaza fu occupata da Israele nella guerra dei sei giorni nel 1967 e restò sotto occupazione fino al 1994 quando Gaza fu trasferita all'Autorità Nazionale Palestinese (ANP) appena creata. Nei mesi successivi alle elezioni del 2006, scoppiò un conflitto armato tra le fazioni politiche palestinesi di Fatah ed Ḥamās, portando Ḥamās al potere. Di conseguenza, Egitto ed Israele hanno imposto un blocco alla striscia di Gaza. Israele ha alleggerito il blocco, consentito il passaggio di beni di consumo, nel giugno 2010, e l'Egitto ha riaperto il passaggio del valico di Rafah nel 2011 ai pedoni.

### Età antica
Identificata da alcuni autori greci dell'antichità come "Azotus", secondo la Bibbia i primi abitanti furono gli Eviti (Deuteronomio 2,23). I Rephaim e gli Enacim, in seguito espulsi da Giosuè, popolarono le montagne circostanti. Gli Eviti furono espulsi dai Filistei provenienti da Captor. Non si conosce molto di più di questo popolo guerriero, che occupò l'intera costa del Mediterraneo fra la Fenicia e l'Egitto, e che gli Ebrei non riuscirono mai a sottomettere completamente. Si ritiene comunque che provenissero dalla costa meridionale dell'Asia Minore e dalle isole egee. Geremia nomina l'isola di Captor, isola della Cappadocia. Secondo il geografo Stefano di Bisanzio, vissuto nel VI secolo, la città di Gaza era una colonia cretese. Questa affermazione si accorda con la narrazione biblica che parla di conquiste fatte dai Cereti (Cretesi), una tribù filistea.

### La dominazione filistea
Nella Genesi si dice che i Filistei si insediarono nei dintorni di Gaza già dall'epoca di Abramo ed il loro capo, Abimelek, aveva il titolo di re, residente a Gerar (o Gherar). Alcuni critici, tuttavia, indifferenti alla tradizione biblica, ritengono che il titolo di "re dei Filistei" fu dato ad Abimelech non perché fosse egli stesso un filisteo, ma perché abitava in una terra abitata in seguito da questo popolo. In ogni caso i Filistei certamente erano in possesso di Gaza quando Mosè e gli ebrei arrivarono nella Terra Promessa. Sebbene la città venisse assegnata alla tribù di Giuda, essa non poté possederla poiché non fu conquistata da Giosuè a causa delle sue alte mura.
Gaza divenne la metropoli della cosiddetta Pentapoli filistea, insieme ad Ascalona, Ekron, Ashdod - sempre che non si tratti della stessa Gaza - e Gat ebbe un re il cui potere si estendeva a tutte le città e i villaggi della regione. Sansone, per fuggire dalle mani dei Filistei, trasportò sulle sue spalle le porte della città durante la notte fino alle montagne circostanti (Giudici 16:3); fu a Gaza che, cieco e prigioniero dei Filistei, fece crollare il tempio di Dagon su sé stesso e i suoi nemici. Dagon non era la divinità particolare di Gaza. Si incontra anche ad Ascalon, Azotus e altre città filistee per le quali viene applicato il termine "Beth-dagon" (tempio di Dagon). Questa divinità di origine assira, in parte umana e in parte pesce, venne parzialmente adottata dai Filistei come divinità nazionale. Gli Israeliti, che conquistarono Gaza prima dell'epoca di Sansone (Giudici 1:18), ne erano ancora in possesso al tempo di Salomone. È probabile, tuttavia che in quest'epoca la città avesse una sua autonomia e si limitasse a pagare un tributo.

### Un territorio conteso
Il popolo di Gaza continuò la sua ostilità nei confronti degli Israeliti, e secondo la Bibbia organizzò un commercio di schiavi ebrei (Amos 1,6), che procurò le maledizioni dei profeti biblici. Le sciagure predette sembrarono avverarsi quando i signori di Egitto, Caldea e Assiria diedero inizio alla loro lunga e intensa lotta per il predominio dell'Asia. Siccome la città era sulla strada degli eserciti invasori, Gaza era destinata a particolari sofferenze. Intorno al 734 Tiglatpileser III contava fra i suoi vassalli Hanon, re di Gaza, che si era alleato, Rašín e Facee, re di Siria e Israele, in rivolta contro il monarca assiro. All'arrivo dell'esercito assiro Hanon si rifugiò in Egitto e la città fu presa e saccheggiata.
Ma i vincitori si erano appena allontanati quando Hanon ritornò a Gaza; nel 720 a.C. lo ritroviamo nel campo di battaglia di Raphia, tra gli alleati del faraone Shabaka, in cui fu sconfitto e fatto prigioniero. Poco dopo i Filistei di Gaza furono vinti da Ezechia, re di Giuda (2 Re 18,8), e costretti a ribellarsi assieme a lui contro gli Assiri; questi ultimi, tuttavia, fecero ritorno e costrinsero di nuovo i Filistei alla sottomissione.
Tsibel, re di Gaza, era annoverato fra i tributari di Asarhaddon e Assurbanipal. Quando fu distrutto l'Impero assiro l'Egitto cercò di approfittarne e il faraone Necho II annetté Gaza (Geremia 47,1; Erodoto II) mentre era diretto a Karkemiš, dove fu sconfitto dai Babilonesi che, al comando di Nabucodonosor, riconquistarono Gaza. La città fu trattata duramente e dovette in seguito pagare il tributo al re Nabonedo per la costruzione del grande tempio di Sin a Haran. Ai Babilonesi seguirono i Persiani. Cambise, durante la sua spedizione in Egitto nel 525 a.C., assediò Gaza che, unica, osò resistere alla sua avanzata. Dovette sottomettersi e sotto il dominio persiano raggiunse una grande prosperità, come riferisce Erodoto (III, 5) che la paragona per dimensioni a Sardi, una delle più belle città dell'Asia.

### Età ellenistica

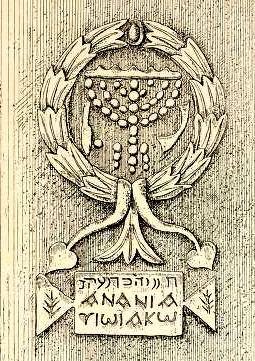
Bassorilievo riutilizzato (oggi distrutto), ritrovato nel 1870 sulla Grande moschea ex Chiesa Crociata di Gaza, raffigurante una menorah con indicazioni in ebraico e lingua greca antica.

Il popolo di Gaza, che sembra fosse particolarmente coraggioso e leale nei confronti dei propri signori, chiunque essi fossero, rifiutò di aprire le porte all'esercito di Alessandro Magno (332 a.C.). Il condottiero fu così costretto a cominciare un regolare assedio che durò due mesi e gli costò molti uomini. Lo stesso Alessandro fu ferito da una freccia durante l'assedio della città, e Gaza non si arrese fino a quando l'eunuco Batis, che aveva allora la carica di satrapo persiano, venne catturato e ucciso dal condottiero macedone.
Alessandro saccheggiò la città, fece passare tutti gli uomini a fil di spada e vendere le donne ed i bambini come schiavi. In seguito fece ricolonizzare la città che acquisì caratteristiche totalmente diverse. La fortezza filistea divenne una città ellenistica. Da questo momento la città ebbe pochi periodi di pace e fu campo di battaglia per gli eserciti egiziani, siriani e israeliti. Venne presa tre volte da Tolomeo I, re d'Egitto (320, 312, e 302 a.C.) e da Antigono (315 e 306 a.C.). Infine appartenne ai Lagidi, che la tennero per circa un secolo. Nel 219 a.C. Antioco III di Siria ne divenne il padrone e da qui organizzò l'invasione dell'Egitto, ma fu sconfitto a Raphia nel 217, e si vide costretto a lasciarla agli Egizi. Nel 198 la conquistò di nuovo e questa volta fu in grado di mantenere la conquista. Gionata Maccabeo si presentò con il suo esercito di fronte a Gaza, che rifiutò di aprire le porte della città, così venne dato fuoco ai dintorni, e gli abitanti divennero ostaggi, 145-143 a.C.

### Periodo romano
L'intervento romano di Pompeo, che mette fine all'Impero seleucide ed occupa Gerusalemme nel 63 a.C., libera Gaza (in gran parte in rovina) e le altre città siriane e greche annesse al Regno asmoneo. Quindi esse non diventano completamente libere ma sono comprese nell'orbita di Roma. Gaza inoltre viene pian piano ricostruita, ma i Romani la sottomettono ai loro interessi politici. Viene per un breve periodo incorporata alla provincia di Siria, poi al regno di Erode, a quello di Cleopatra VII ed infine di nuovo alla provincia di Siria dopo la sconfitta della regina lagide e Marco Antonio. La città diventa di nuovo prospera nel primo secolo dell'era cristiana e Gaza diventa il capolinea delle strade dell'incenso nabatee. Ma con l'inizio della prima rivolta giudaica, verso il 66 d.C., la città è di nuovo danneggiata dagli Israeliti in rivolta.
Sotto il regno di Adriano la città entra in una nuova fase di sviluppo. Nel 127 Gaza viene visitata dall'imperatore e adotta il Panegirico Adrianeo (competizioni musicali e sportive). L'ostilità della città verso i Giudei ed il suo sostegno alla repressione romana durante la seconda rivolta giudaica le fanno ottenere il privilegio di organizzare la vendita come schiavi di una parte degli Israeliti prigionieri. Sebbene sia difficile ricostruire esattamente la planimetria della città dell'epoca, in quanto non sono stati fatti scavi archeologici, sembra che la città non si distinguesse particolarmente dalle altre città dell'Oriente romano. La città era circondata da bastioni e si strutturava attorno due assi perpendicolari, il cardo e il decumano.

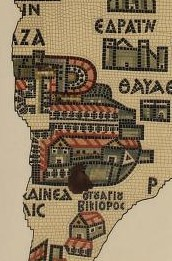
Mappa di Gaza con due chiese cristiane del periodo bizantino

Vi era un ippodromo e un teatro, del II secolo, ma non è possibile stabilirne la localizzazione. Il cristiano Marco il Diacono rileva, all'inizio del V secolo, otto templi dedicati a Ecate, a Core, alla Tiche, a Marnas (il più importante perché assimilato a Zeus), al Sole, ad Apollo, agli Eroi ed ad Afrodite.
Nel II secolo Gaza è una città fiorente grazie al tradizionale commercio dell'incenso e anche allo sviluppo della viticoltura. Il vino di Gaza diventa un prodotto di lusso, famoso per le sue virtù medicinali, ricercato in tutto l'Impero romano. Se il porto di Anthedon, distrutto con la città nel 66, non ritrova più il suo lustro passato, un nuovo porto Maiuma è costruito a circa 4 km a sud della città e serve le esportazioni di vino ma anche di altri prodotti. Le anfore gaziote, a fondo rotondo, si ritrovano in tutto il Mediterraneo, soprattutto in età tardo antica. Ad Alessandria la percentuale di anfore di Gaza passa dal 15% all'inizio dell'impero al 45% verso il IV secolo, quando Gaza era sotto l'Impero romano d'Oriente. A Gaza si trasferiscono molti Egizi, in particolare cristiani, per il commercio del vino.

### Periodo arabo-islamico

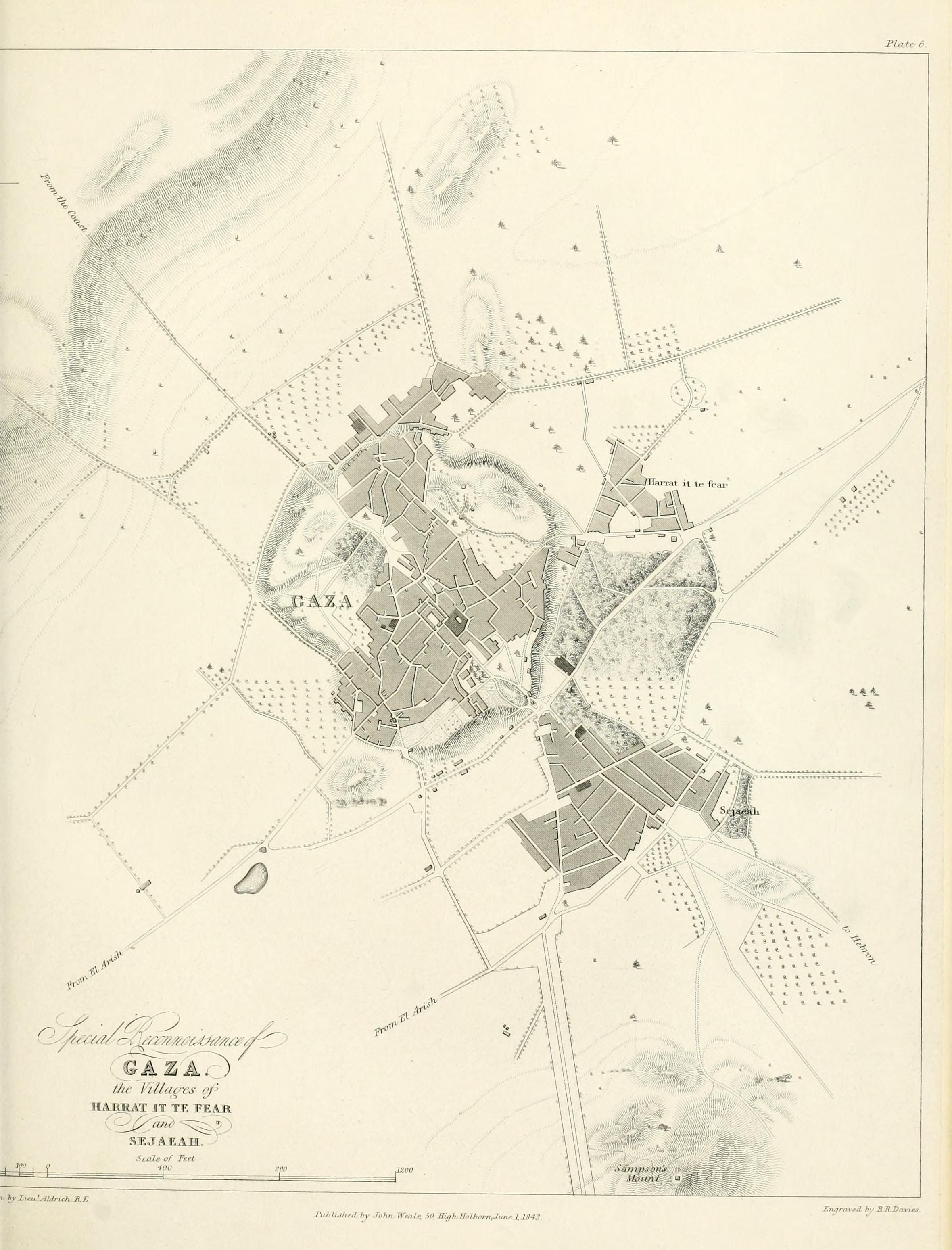
Gaza nel 1841 in una mappa coloniale britannica

Gli Arabi conquistarono la città dopo la battaglia di Dathin del 634, nelle immediate vicinanze di Gaza, vanamente difesa dal locale patrizio bizantino, ma una diversa tradizione islamica la vuole conquistata da 'Amr ibn al-'As, che avrebbe trattato rispettosamente i suoi abitanti, malgrado il massacro della sua guarnigione militare. I conquistatori la chiamarono anche "Ghazzat Hāshim", in onore di Hashim ibn 'Abd Manaf, bisnonno di Maometto, che era morto e che era stato sepolto in città, secondo la tradizione islamica. Nelle lingue semitiche, il significato del toponimo è "fiera, forte".
Nel 767 vi nacque il grande giurista al-Shāfiʿī, fondatore di uno dei madhhab considerati "ortodossi" dal sunnismo.
Entrata a far parte dei domini fatimidi, Gaza fu conquistata dai crociati e nel 1149 fu affidata ai Templari da re Baldovino III di Gerusalemme.
Saccheggiata da Saladino nel 1170, Gaza fu presa dal Sultano ayyubide dopo la sua conquista di Gerusalemme. Fu tuttavia ripresa da Riccardo Cuordileone ma tornò in possesso islamico nel 1229, a seguito di un accordo coi crociati.

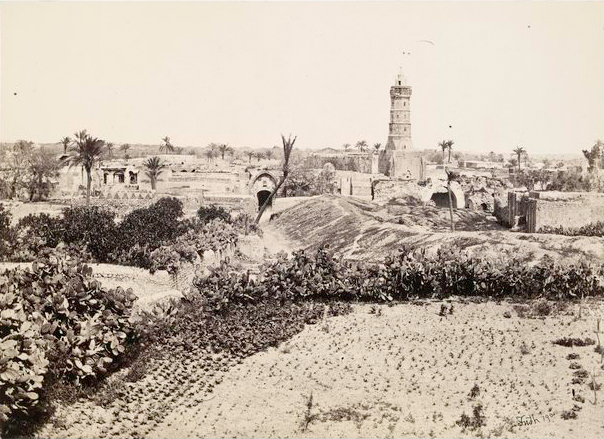
Città vecchia di Gaza (1862-1863). Foto di Frances Frith

Caduta in mano ai Mongoli di Hulegu, la città conobbe una nuova epoca di prosperità agricola e commerciale in età mamelucca, fino alla conquista ottomana dell'Egitto nel 1517, al termine della guerra turco-mamelucca (1516-1517), quando rientrerà amministrativamente nel Sangiaccato di Gaza, subendo un accentuato regresso economico a causa della cattiva gestione del paese da parte dei neo-Mamelucchi, lasciati a gestire l'Egitto e la Siria in veste di feudatari della Sublime porta, con l'unica fortunata eccezione del periodo di metà secolo XVII, grazie all'abilità del suo governatore Husayn Pascià. Gaza venne guidata da governatori appositamente inviati da Costantinopoli.

### Dal Novecento

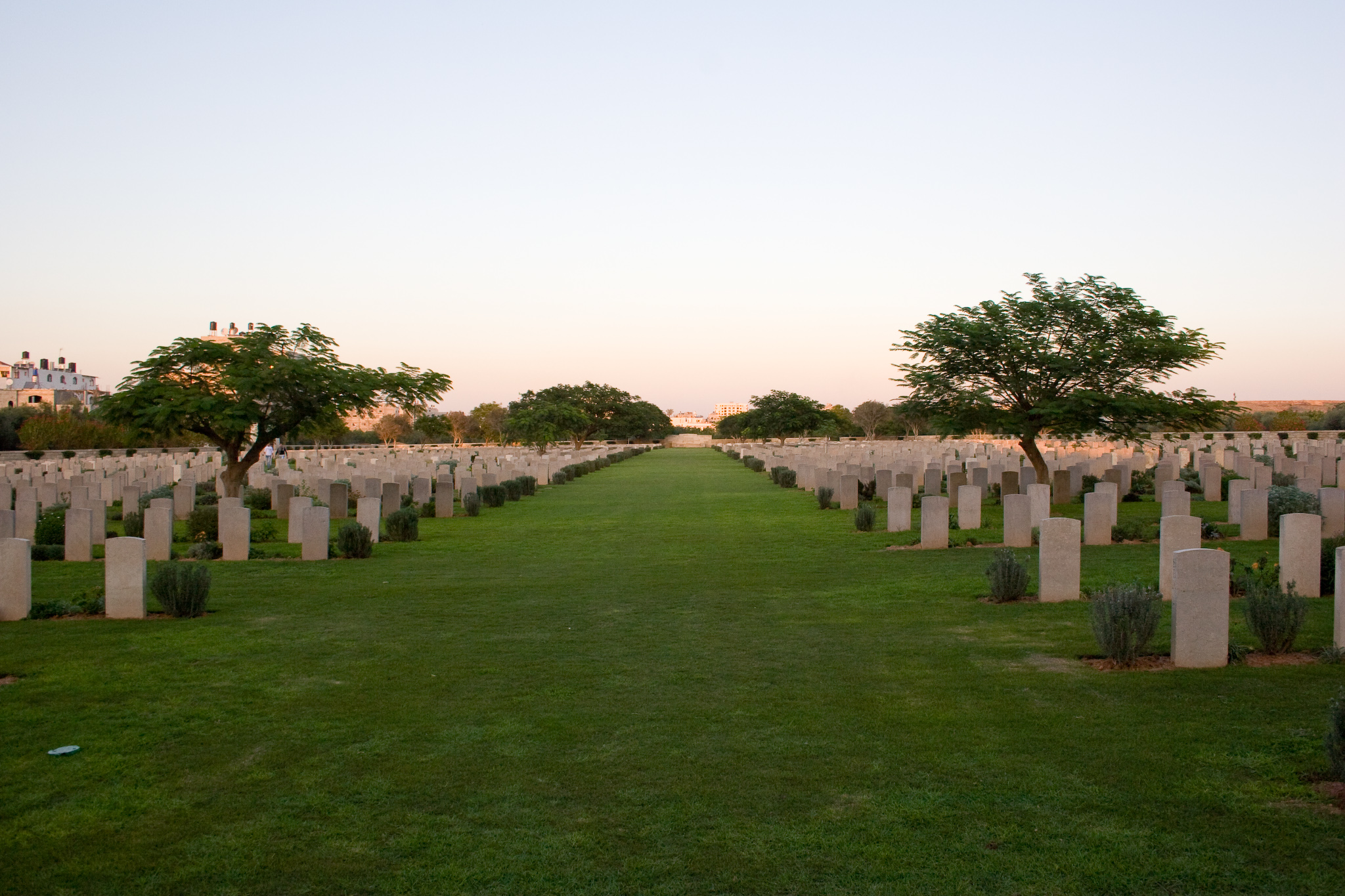
Cimitero della prima guerra mondiale a Gaza

Al termine della prima guerra mondiale, con la sconfitta ottomana, Gaza entrò a far parte della Palestina, affidata in mandato di governo al Regno Unito, subendo tutte le successive infelici vicissitudini della "questione palestinese". Così restò fino al termine del secondo conflitto mondiale. Il dominio britannico sulla Palestina si concluse con la dichiarazione d'indipendenza israeliana del 1948.
Venne occupata durante la guerra arabo-israeliana del 1948 dalle forze armate egiziane, fu amministrata da un governatore militare nominato dal Cairo ma mai annessa al territorio egiziano date le condizioni problematiche in cui già verteva. In seguito alla guerra dei sei giorni del 1967, fu occupata da Israele assieme al resto della Striscia. Successivamente Gaza e l'intera sua striscia furono restituite ai palestinesi che, con gli accordi di Oslo del 1994, vennero autorizzati a costituire una Autorità Nazionale Palestinese (ANP) che doveva amministrarla. Le forze israeliane evacuarono Madīnat Ghazza e le altre aree urbane e si ebbero nel 1996 le prime elezioni dell'ANP che videro la vittoria di Fatah guidata da Arafat.
La striscia di Gaza venne completamente abbandonata da Israele in seguito al Piano di disimpegno unilaterale israeliano del 2005.
Fataḥ vinse anche le elezioni presidenziali del 2005; tuttavia, l'esito delle successive elezioni che nel gennaio del 2006 hanno visto la vittoria nella Striscia di Gaza dell'organizzazione guerrigliera e (secondo varie nazioni) terroristica di Ḥamās, ha portato nel giugno del 2007 a un duro scontro armato tra i sostenitori di Ḥamās e chi era fedele all'ANP, presieduta da Maḥmūd ʿAbbās (Abū Māzen), con la sconfitta di quest'ultimi.

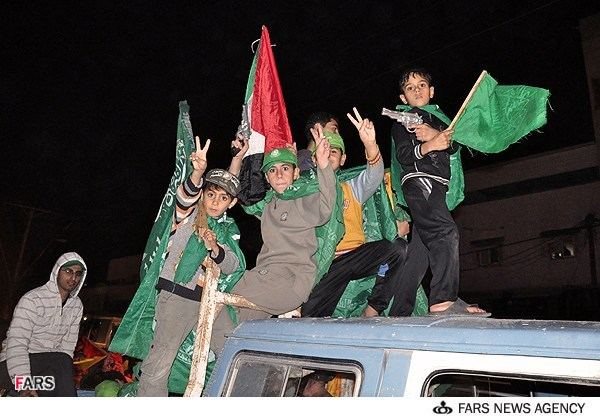
Dimostrazioni a Gaza, dopo il cessate il fuoco del 2012

Da quel momento la Striscia e la sua capitale sono state amministrate da Ḥamās, ed il ripetuto lancio di razzi Qassam contro le vicine cittadine e gli insediamenti israeliani ha portato Israele ad imporre all'intera striscia un parziale embargo su uomini e materiali, ed ad intervenire militarmente in ripetute occasioni, nel corso dell'operazione Piombo fuso (27 dicembre 2008 - 17 gennaio 2009), dell'operazione Colonna di nuvole (novembre 2012), nell'offensiva iniziata nel luglio 2014 (operazione Margine di protezione) e dell'attacco dell'ottobre 2023, a seguito dell'offensiva di Hamas iniziata il 7 ottobre con l'operazione alluvione Al-Aqsa, che ha portato alla controffensiva israeliana contro Gaza denominata operazione Spade di ferro.
A partire dal 2007 sia Israele che Egitto impongono a tutta la Striscia un blocco totale come punizione collettiva a seguito delle azioni di Hamās, che il 7 Ottobre 2023 agisce con un attacco a Israele da parte di gruppi armati provenienti dalla Striscia, ufficialmente in risposta alle azioni delle forze israeliane nella Moschea al-Aqsa di Gerusalemme e alle violenze perpetrate nei campi dei rifugiati in Cisgiordania. Il 2 novembre 2023 inizia l’assedio della città di Gaza da parte di Israele. A gennaio 2024, l’offensiva israeliana aveva danneggiato o distrutto il 70-80% di tutti gli edifici nel nord di Gaza. Gaza rimase con circa 300.000 persone in città. La popolazione rimanente È sottoposta a una crisi umanitaria e alla fame, per assenza di beni di prima necessità, negati da Hamas, motivo per cui a Gaza ci furono inizialmente rivolte interne contro il governo di Hamas. Israele fornice settimanalmente cibo e farmaci alla città, nonostante pochi rifornimenti di quelli che partono riescono ad arrivare poichè raziati lungo il percorso. Il 70% della città è stato distrutto da attacchi aerei israeliani, e più di 62.000 palestinesi sono stati uccisi nella Striscia. Israele è sotto accusa di commettere un genocidio dei palestinesi a Gaza, con il Sudafrica che ha avviato un procedimento presso la Corte internazionale di giustizia contro Israele.

## Monumenti e luoghi d'interesse

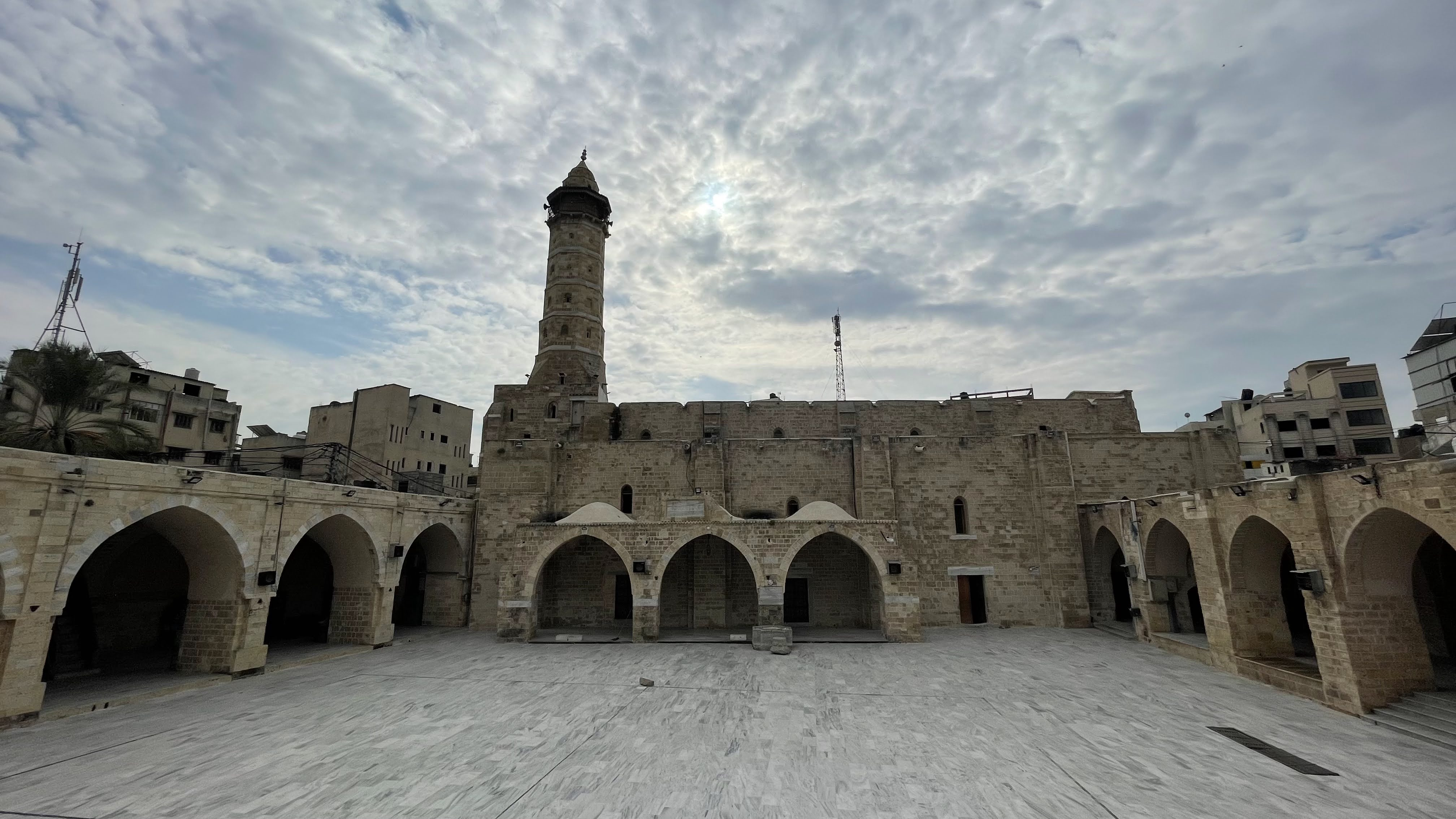
Grande Moschea di Gaza

I punti di riferimento a Gaza includono la Grande Moschea nella Città Vecchia. Originariamente un tempio pagano, fu consacrata dai Bizantini una chiesa greco-ortodossa, poi una moschea nell'VIII secolo dagli Arabi. I crociati la trasformarono in una chiesa, ma fu ristabilita come moschea subito dopo la riconquista di Gaza da parte dei musulmani. È il più antico e il più grande tempio della striscia di Gaza.
Altre moschee nella Città Vecchia includono la Moschea Sayed Hashem di epoca mamelucca che si credeva ospitare la tomba di Hashem ibn Abd al-Manaf nella sua cupola. C'è anche la vicina moschea di Kateb al-Welaya che risale al 1334. A Shuja'iyya si trova la Moschea Ibn Uthman, costruita dal nativo di Nablus Ahmad ibn Uthman nel 1402, e la Moschea Mahkamah costruita dal maggiordono mamelucco Birdibak al-Ashrafi nel 1455. A Tuffah si trova la Moschea Ibn Marwan, che fu costruita nel 1324 e ospita la tomba di Ali ibn Marwan, un uomo santo.
La Piazza del Milite Ignoto, situata a Rimal, era un monumento dedicato ad 8 ignoti combattenti palestinesi ed egiziani morti nella Guerra arabo-israeliana del 1948 e sepolti in questo luogo sotto il Memoriale.
Subì numerosi attacchi e distruzioni da parte delle Forze armate di Israele: 1967, 1994, 6 dicembre 2006, 14 giugno 2007 fino alla completa distruzione il 19 gennaio 2023.
Qasr al-Basha, originariamente una villa di epoca mamelucca che fu usata da Napoleone Bonaparte durante il suo breve soggiorno a Gaza, si trova nella Città Vecchia ed è oggi una scuola femminile. 
Il Cimitero di guerra del Commonwealth di Gaza, spesso definito British Cemetery, che contiene le tombe dei caduti soldati alleati nella prima guerra mondiale è 1,5 km (1 mi) a nord-est del centro della città, nel quartiere di Tuffah, vicino alla strada Salah al-Din.

## Società

### Evoluzione demografica
| Anno | Popolazione   |
| ---- | ------------- |
| 1596 | 6.000         |
| 1838 | 15.000–16.000 |
| 1882 | 16.000        |
| 1897 | 36.000        |
| 1906 | 40.000        |
| 1914 | 42.000        |
| 1922 | 17.480        |
| 1931 | 17.046        |
| 1945 | 34.250        |
| 1982 | 100.272       |
| 1997 | 306.113       |
| 2007 | 469.687       |
| 2012 | 515.556       |

Secondo i registri fiscali ottomani nel 1557, Gaza aveva 2 477 contribuenti maschi. Le statistiche del 1596 mostrano che la popolazione musulmana di Gaza era composta da 456 famiglie, 115 scapoli, 59 religiosi e 19 persone con disabilità. Oltre alla figura musulmana, c'erano 141 jundiyan o "soldati" nell'esercito ottomano. Dei cristiani c'erano 294 famiglie e sette scapoli, mentre c'erano 73 famiglie ebree e otto famiglie samaritane. In totale, circa 6 000 persone vivevano a Gaza, rendendola la terza città più grande della Palestina ottomana dopo Gerusalemme e Safad .
Nel 1838 c'erano circa 4 000 contribuenti musulmani e 100 cristiani, il che implicava una popolazione di circa 15 000 o 16 000 persone, rendendola allora più grande di Gerusalemme. Il numero totale di famiglie cristiane era di 57. Prima dello scoppio della prima guerra mondiale, la popolazione di Gaza aveva raggiunto i 42 000 abitanti; tuttavia, le feroci battaglie tra le forze alleate e gli ottomani e i loro alleati tedeschi nel 1917 a Gaza provocarono una massiccia riduzione della popolazione. Il successivo censimento, condotto nel 1922 dalle autorità del Mandato britannico, mostra un forte calo della popolazione che ammontava a 17 480 residenti, composto da 16 722 musulmani, 54 ebrei e 701 cristiani.
Secondo il censimento palestinese del 1997, Gaza e l'adiacente campo di al-Shati avevano una popolazione di 353 115 abitanti, di cui il 50,9% erano maschi e il 49,1% femmine. Gaza aveva una popolazione straordinariamente giovane, con oltre la metà dei residenti entro i 19 anni (60,8%). Circa il 28,8% aveva un'età compresa tra 20 e 44 anni, il 7,7% tra 45 e 64 anni e il 3,9% aveva più di 64 anni.
Un massiccio afflusso di rifugiati palestinesi ha gonfiato la popolazione di Gaza dopo la guerra arabo-israeliana del 1948. Nel 1967, la popolazione era cresciuta fino a circa sei volte la sua dimensione del 1948. Nel 1997, il 51,8% degli abitanti di Gaza erano rifugiati o loro discendenti. La popolazione della città ha continuato ad aumentare da quel momento fino a 515 556 persone nel 2012, rendendola la più grande città dei territori palestinesi. La città di Gaza ha uno dei tassi di crescita complessivi più alti al mondo. La sua densità di popolazione è di 9 982,69 persone/km² (26 424,76/sq mi) paragonabile a New York (10 725,4/km² - 27 778,7/sq mi), o metà della densità di Parigi (21 000/km² - 55 000/sq mi). La densità demografica complessiva della striscia di Gaza attualmente risulta essere di circa 4 000 persone/km², inferiore a quella dello stato di Singapore che è di circa 6 300 persone/km². Si può affermare che non è l'eccessiva densità di per se a rappresentare un problema umanitario, ma il modo con il quale le risorse sia materiali che culturali vengono organizzate, in funzione degli attori e fattori sia interni che esterni. Nel 2007 la povertà, la disoccupazione e le cattive condizioni di vita erano molto diffuse e molti residenti ricevevano aiuti alimentari da parte dell'Agenzia delle Nazioni Unite per il soccorso e l'occupazione.
L'esattezza dei dati demografici e censitari di Gaza City è bassa dato il regime di Hamas e le azioni catastrofiche indette dal governo d'Israele, soprattutto dal 7 Ottobre 2023 in poi. Si ritiene che nel 2024 gli sfollati siano la maggioranza della popolazione della città.

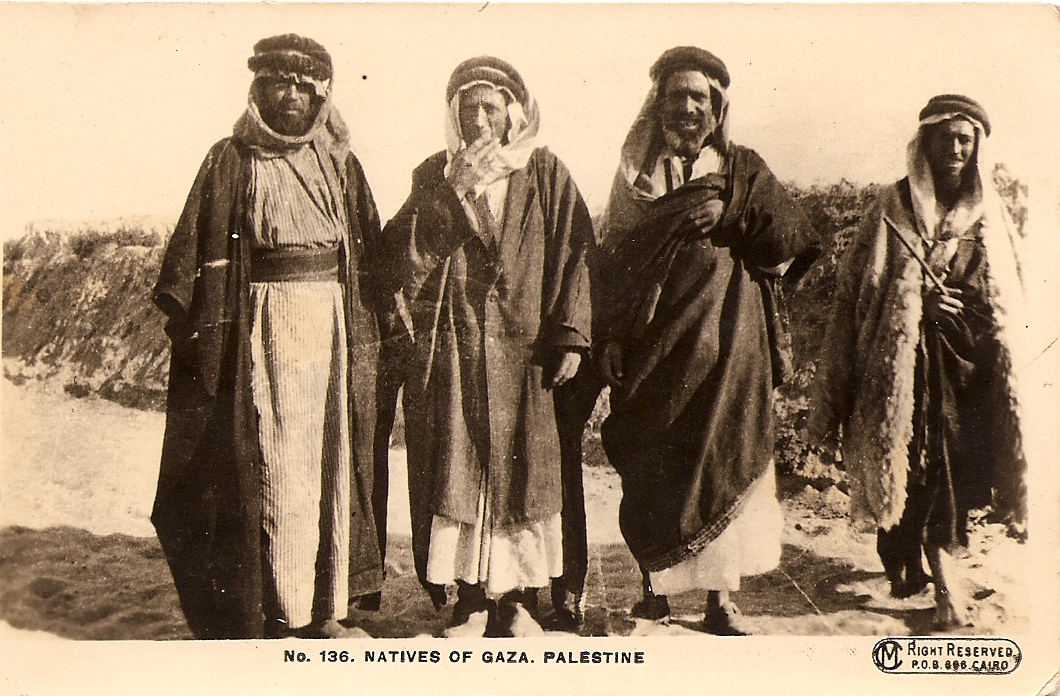
Uomini di Gaza, XIX secolo

### Religione
La popolazione di Gaza è in gran parte composta da musulmani, che seguono principalmente l'Islam sunnita. Durante il periodo fatimide, l'Islam sciita era dominante a Gaza, ma dopo che Saladino conquistò la città nel 1187, promosse una politica religiosa ed educativa strettamente sunnita, che all'epoca era fondamentale per unire i suoi soldati arabi e turcomanni.
Gaza ospita una piccola minoranza cristiana palestinese di circa 3 500 persone. La maggior parte vive nel quartiere Zaytun della Città Vecchia e appartiene alle denominazioni greco-ortodossa, cattolica romana e battista. Nel 1906 c'erano circa 750 cristiani, di cui 700 ortodossi e 50 cattolici.
La comunità ebraica di Gaza aveva circa 3 000 anni, e nel 1481 c'erano sessanta famiglie ebree. La maggior parte fuggì da Gaza dopo i disordini in Palestina del 1929, quando rimanevano cinquanta famiglie. Nell'indagine sulla terra e sulla popolazione di Sami Hadawi nel 1945, Gaza aveva una popolazione di 34 250 abitanti, di cui 80 ebrei. La maggior parte di loro lasciò la città dopo la guerra del 1948, a causa della reciproca sfiducia tra loro e la maggioranza araba. Oggi non ci sono ebrei che vivono a Gaza.
- Grande moschea di Gaza
- Chiesa di San Porfirio, Chiesa ortodossa di Gerusalemme
- Chiesa della Sacra Famiglia, Patriarcato di Gerusalemme dei Latini

### Istituzioni, enti e associazioni

#### Sanità

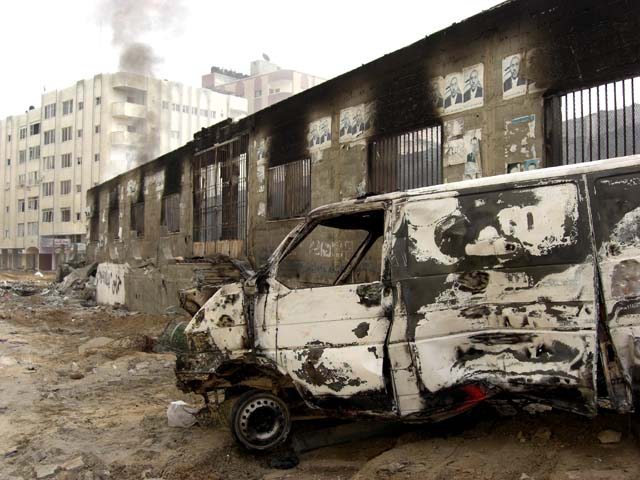
Ospedale di Al Quds, Gaza, a seguito dei bombardamenti israeliani

L'Ospedale Al-Shifa ("la cura") fu fondato nel distretto di Rimal dal governo del Mandato britannico negli anni 1940. Ospitato in una caserma militare, originariamente forniva quarantena e cure per le malattie febbrili. Quando l'Egitto amministrava Gaza, questo dipartimento originale fu trasferito e al-Shifa divenne l'ospedale centrale della città. Quando Israele si ritirò dalla striscia di Gaza dopo averla occupata nella crisi di Suez del 1956, il presidente egiziano Gamal Abdel Nasser fece espandere e migliorare l'ospedale di al-Shifa. Ordinò anche l'istituzione di un secondo ospedale nel distretto di Nasser con lo stesso nome. Nel 1957, l'ospedale per la quarantena e le malattie febbrili fu ricostruito e denominato ospedale Nasser. Oggi, al-Shifa rimane il più grande complesso medico di Gaza.
Alla fine degli anni 1950, fu istituita una nuova amministrazione sanitaria, Bandar Gaza ("Regione di Gaza"), guidata da Haidar Abdel-Shafi. Bandar Gaza ha affittato diverse stanze in tutta la città per creare cliniche governative che fornivano cure essenziali.
L'ospedale arabo Ahli, fondato nel 1907 dalla Church Missionary Society (CMS), fu distrutto durante la prima guerra mondiale. Fu ricostruito come Southern Baptist Hospital negli anni 1950. Nel 1982 la diocesi episcopale di Gerusalemme assunse la guida e il nome originale fu restaurato. L'ospedale Al-Quds, situato nel quartiere di Tel al-Hawa e gestito dalla Palestine Red Crescent Society, è il secondo più grande ospedale di Gaza.
Nel 2007, gli ospedali hanno subito interruzioni di erogazione di energia elettrica della durata di 8-12 ore al giorno e il gasolio necessario per i generatori di corrente era in scarsità. Secondo l'Organizzazione mondiale della sanità (OMS), la percentuale di pazienti a cui è stato concesso il permesso di uscire da Gaza per cure mediche è diminuita dall'89,3% nel gennaio 2007 al 64,3% nel dicembre 2007.
Nel 2010, un team di medici dell'ospedale Al-Durrah di Gaza ha trascorso un anno di formazione presso la clinica per la fibrosi cistica presso l'Hadassah Medical Center di Gerusalemme. Al loro ritorno a Gaza, fu istituito un centro di fibrosi cistica ad Al-Durrah, sebbene i casi più gravi siano riferiti a Hadassah.

## Cultura

### Istruzione

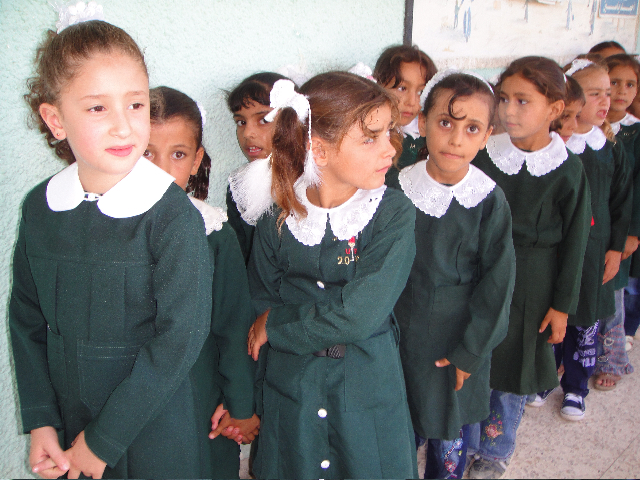
Studentesse a Gaza in fila per la lezione, 2009

Secondo le statistiche palestinesi, nel 1997 circa il 90% della popolazione di Gaza di età superiore ai 10 anni era alfabetizzata. Della popolazione della città, 140 848 erano iscritti nelle scuole (39,8% nella scuola elementare, 33,8% nella scuola secondaria e 26,4% nella scuola superiore). Circa 11 134 persone hanno ricevuto diplomi di laurea o diplomi superiori.
Nel 2006 c'erano 210 scuole a Gaza; 151 erano gestiti dal Ministero dell'Educazione dell'Autorità Nazionale Palestinese, 46 erano gestiti dall'UNRWA e 13 erano scuole private. Sono stati registrati 154 251 studenti e sono stati impiegati 5 877 insegnanti. L'economia depressa ha gravemente compromesso l'istruzione nella striscia di Gaza. Nel settembre 2007, un sondaggio dell'UNRWA ha rivelato un tasso di fallimento di quasi l'80% nelle scuole di grado 4-9, con tassi di fallimento fino al 90% in matematica. Nel gennaio 2008, l'UNICEF ha riferito che le scuole di Gaza avevano annullato le lezioni che consumavano energia, come la tecnologia dell'informazione, i laboratori scientifici e le attività extra curriculari.

#### Biblioteche

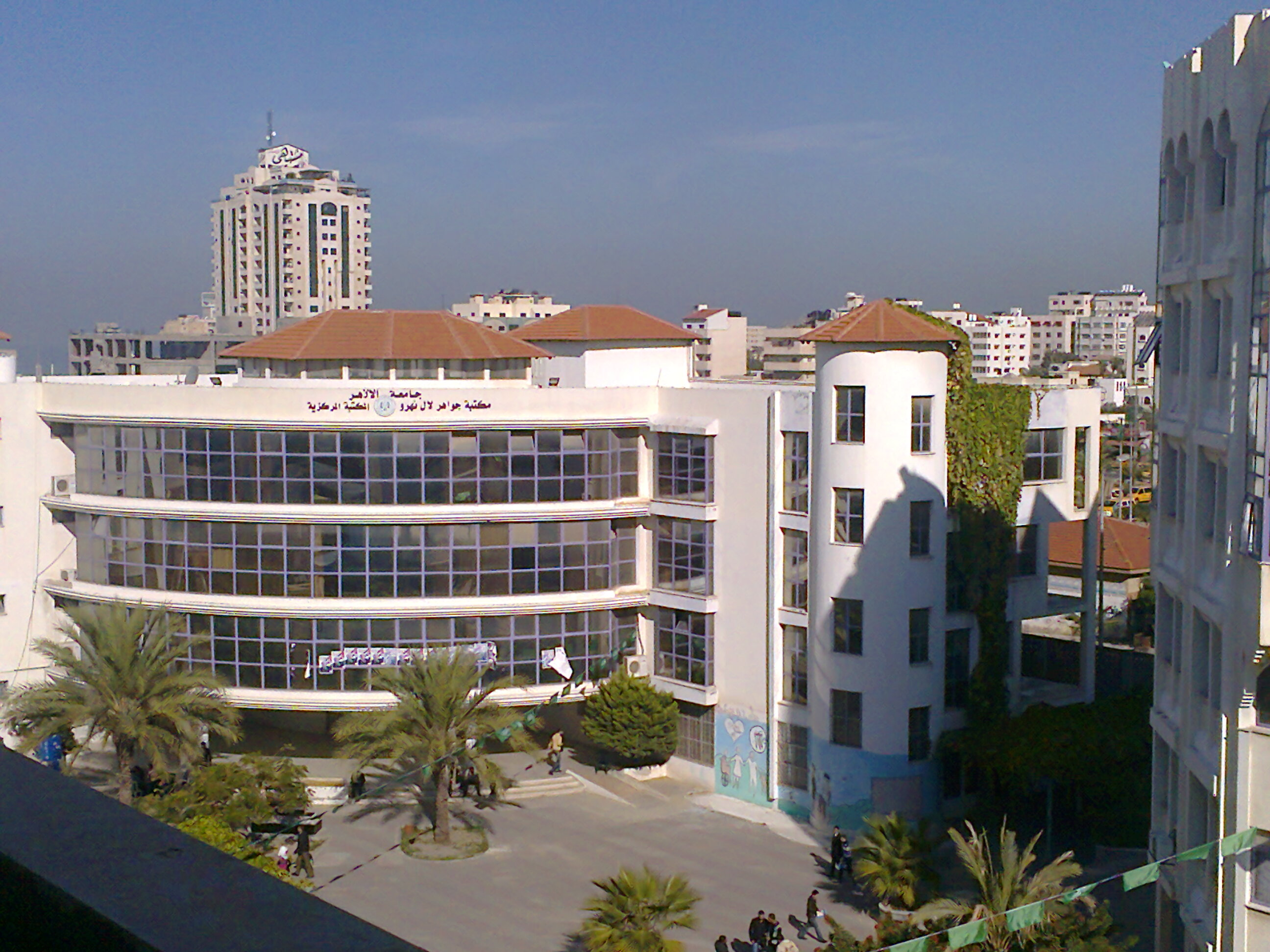
Biblioteca e centro culturale Nehru dell'Università Al-Azhar di Gaza

La Biblioteca pubblica di Gaza si trova vicino a Wehda Street e ha una collezione di quasi 10 000 libri in arabo, inglese e francese. Con una superficie totale di circa 1 410 metri quadri (15 200 ft²), l'edificio è composto da due piani e un seminterrato. La biblioteca è stata aperta nel 1999 dopo la collaborazione risalente al 1996 tra Gaza con il sindaco Aoun Shawa, la città francese di Dunkerque e la Banca Mondiale. Gli obiettivi primari della biblioteca sono fornire fonti di informazioni che soddisfino le esigenze dei beneficiari, fornire le strutture necessarie per l'accesso alle fonti di informazioni disponibili e organizzare vari programmi culturali come eventi culturali, seminari, lezioni, presentazioni di film, video, opere d'arte e libri mostre.

#### Università

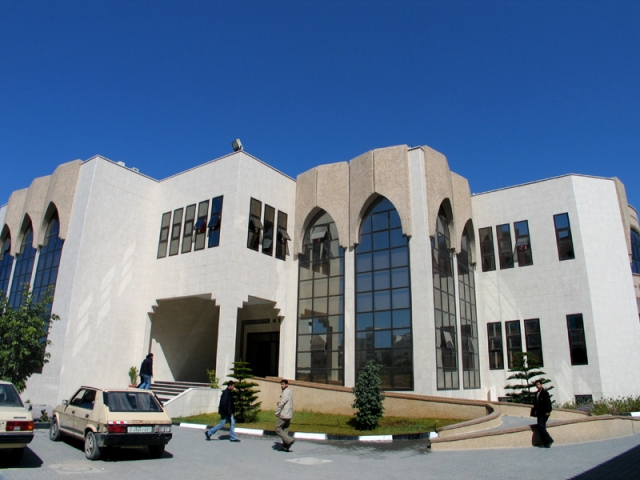
La sala conferenze principale dell'Università islamica di Gaza

Le quattro principali università della città sono l'Università al-Azhar - Gaza, l'Università aperta al-Quds, l'Università al-Aqsa e l'Università islamica di Gaza. L'Università Islamica, composta da dieci strutture, è stata fondata da un gruppo di uomini d'affari nel 1978, rendendola la prima Università di Gaza. Aveva un'iscrizione di 20 639 studenti. Al-Azhar è generalmente laica ed è stata fondata nel 1992. L'Università Al-Aqsa è stata fondata nel 1991. L'Università Aperta Al-Quds ha fondato il campus regionale di Gaza nel 1992 in un edificio in affitto nel centro della città, originariamente con 730 studenti. A causa del rapido aumento del numero di studenti, costruì il primo edificio di proprietà universitaria nel distretto di Nasser. Nel 2006-2007, aveva 3 778 studenti iscritti.

### Centri culturali e musei
Il centro culturale Rashad Shawa, situato a Rimal, è stato completato nel 1988 e prende il nome dal suo fondatore, l'ex sindaco Rashad al-Shawa. Un edificio a due piani con una pianta triangolare, i centri culturali svolgono tre funzioni principali: un luogo di incontro per grandi raduni durante i festival annuali, un luogo dove allestire mostre e una biblioteca. Il Centro culturale francese è un simbolo del partenariato e della cooperazione francesi a Gaza. Tiene mostre d'arte, concerti, proiezioni di film e altre attività. Ove possibile, gli artisti francesi sono invitati a mostrare le loro opere d'arte e, più frequentemente, gli artisti palestinesi della striscia di Gaza e della Cisgiordania sono invitati a partecipare a concorsi d'arte.
Fondato nel 1998, l'Arts and Crafts Village è un centro culturale per bambini con l'obiettivo di promuovere una documentazione completa, regolare e periodica dell'arte creativa in tutte le sue forme. Ha interagito su larga scala con una classe di artisti di diverse nazionalità e organizzato circa 100 mostre per arte creativa, ceramica, grafica, sculture e altri. Quasi 10 000 bambini provenienti da tutta la striscia di Gaza hanno beneficiato del Villaggio delle Arti e dei Mestieri.
Il teatro di Gaza, finanziato con contributi della Norvegia, è stato aperto nel 2004. Il teatro non riceve molti finanziamenti pubblici, e dipende dalle donazioni da parte di agenzie di aiuti esteri. La AM Qattan Foundation, un'organizzazione benefica per le arti palestinesi, organizza numerosi seminari a Gaza per sviluppare giovani talenti artistici e impartire abilità teatrali agli insegnanti. Il Gaza Theatre Festival è stato inaugurato nel 2005.
Il Museo di archeologia di Gaza, fondato da Jawdat N. Khoudary, è stato aperto nell'estate del 2008. La collezione del museo presenta migliaia di oggetti, tra cui una statua di un Afrodite a petto pieno in un abito diafano, immagini di altre antiche divinità e lampade ad olio con menorah.

### Cucina
La cucina di Gaza è caratterizzata dal suo generoso uso di spezie e peperoncini. Altri aromi e ingredienti principali includono aneto, bietole, aglio, cumino, lenticchie, ceci, melograni, prugne acide e tamarindo. Molti dei piatti tradizionali si basano sulla cottura in pentola di terracotta, che preserva il sapore e la consistenza delle verdure e produce carne tenera. Tradizionalmente, la maggior parte dei piatti di Gaza sono stagionali e si basano su ingredienti indigeni della zona e dei suoi villaggi circostanti. La povertà ha svolto un ruolo importante nel determinare molti dei semplici piatti e stufati senza carne della città, come saliq wa adas ("bietole e lenticchie") e bisara (fave senza pelle schiacciate con foglie e peperoncini di mulukhiya essiccati).
Pesce e frutti di mare sono un aspetto chiave della vita di Gaza e un punto fermo della cucina locale, Alcuni noti piatti di frutti di mare includono lo zibdiyit gambari, "gamberi in una pentola di terracotta" e lo shatta, granchi ripieni di salsa piccante al peperoncino rosso, quindi al forno. Il pesce viene fritto o grigliato dopo essere stato ripieno di coriandolo, aglio, peperoncini e cumino e marinato con varie spezie. Il pesce è anche un ingrediente chiave nella sayyadiya, riso cotto con cipolle caramellate, una generosa quantità di spicchi d'aglio interi, grossi pezzi di pesce fritto ben marinato e spezie come curcuma, cannella e cumino. Molti dei rifugiati del 1948 erano fellahin ("contadini") che mangiavano cibi di stagione. Sumaghiyyeh, popolare a Gaza non solo nel Ramadan ma tutto l'anno, è una miscela di sommacco, tahina e acqua combinata con bietole, pezzi di manzo e ceci. Il piatto è condito con semi di aneto tritati, peperoncini e aglio fritto e servito in ciotole. Maftool è un piatto a base di grano aromatizzato con prugne acide essiccate che viene servito come couscous o modellato in palline e cotto a vapore su stufato o zuppa.
La maggior parte dei ristoranti di Gaza si trova nel quartiere di Rimal. Al-Andalus, specializzato in pesce e frutti di mare, è popolare tra i turisti, così come al-Sammak e il raffinato Roots Club. Atfaluna è un elegante ristorante vicino al porto di Gaza gestito da persone sorde con l'obiettivo di costruire una società che accetti maggiormente le persone con disabilità.
In tutta la Città Vecchia ci sono bancarelle che vendono fagioli cotti, hummus, patate dolci arrosto, falafel e spiedini. Le caffetterie (qahwa) servono caffè e tè arabi. I famosi negozi di dolciumi di Gaza, Saqqala e Arafat, vendono dolci arabi e si trovano vicino a Wehda Street. L'alcol è una rarità, presente solo nel Beach Club delle Nazioni Unite.

### Costumi e ricami

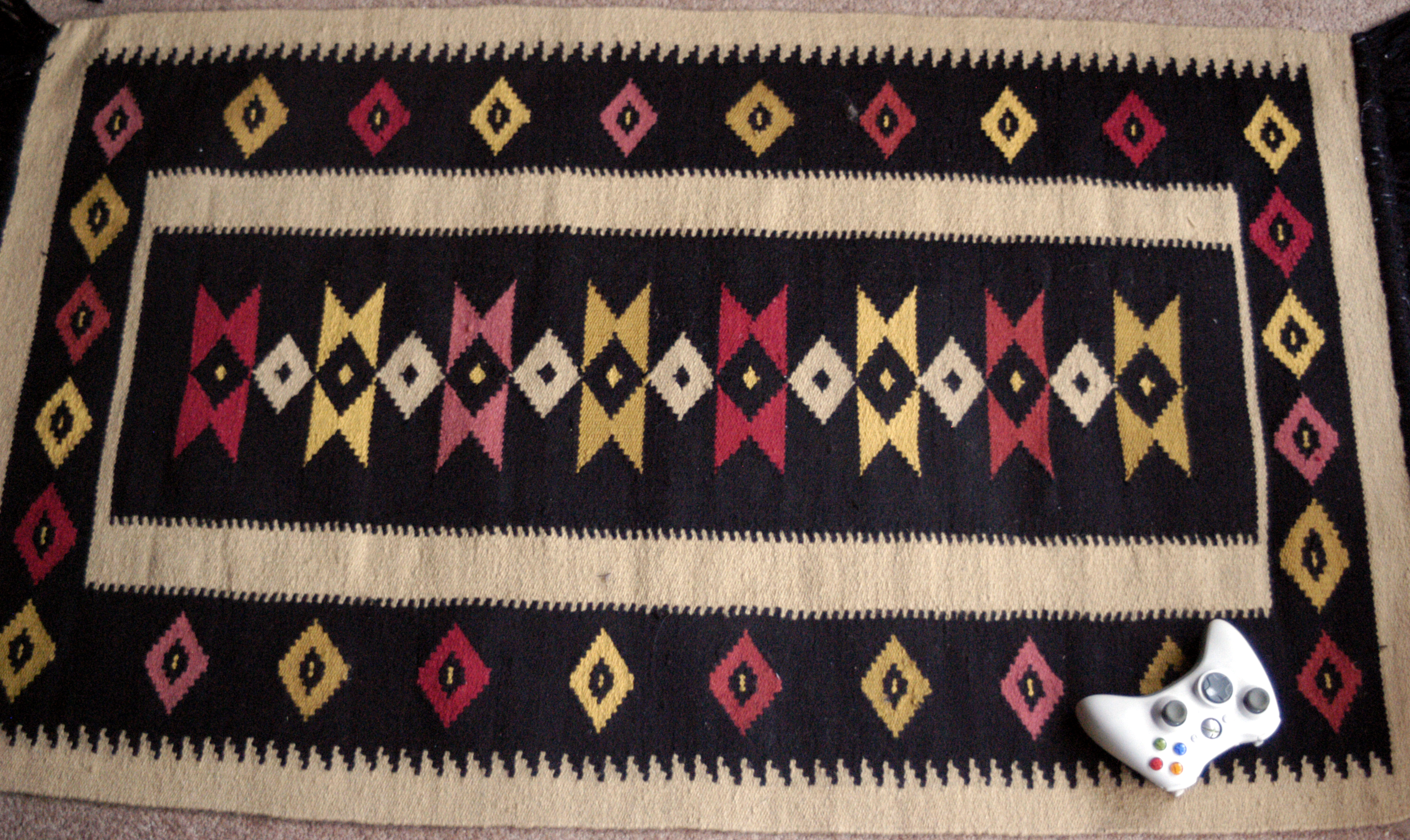
Tappeto di lana di Gaza

Si ritiene che la garza abbia avuto origine a Gaza. Il tessuto per il thob di Gaza era spesso tessuto nella vicina Majdal (Ascalona). I cotoni neri o blu o il tessuto a strisce rosa e verde che erano stati realizzati in Majdal continuarono ad essere tessuti in tutta la striscia di Gaza dai rifugiati dei villaggi della pianura costiera fino agli anni 1960. I thu qui avevano maniche strette, strette e dritte. Il ricamo era molto meno denso di quello applicato in Hebron. I motivi più popolari includevano: forbici (muqass), pettini (mushu) e triangoli (hijab) spesso disposti in gruppi di cinque, sette e tre, poiché l'uso di numeri dispari è considerato nel folklore arabo efficace contro il malocchio.
Dagli anni 1990, Ḥamās e altri movimenti islamici hanno cercato di promuovere l'uso dell'hijab ("velo") tra le donne di Gaza, in particolare le donne urbane e istruite, e gli stili di hijab da allora introdotti sono variati in base all'identità di classe e di gruppo.

## Economia

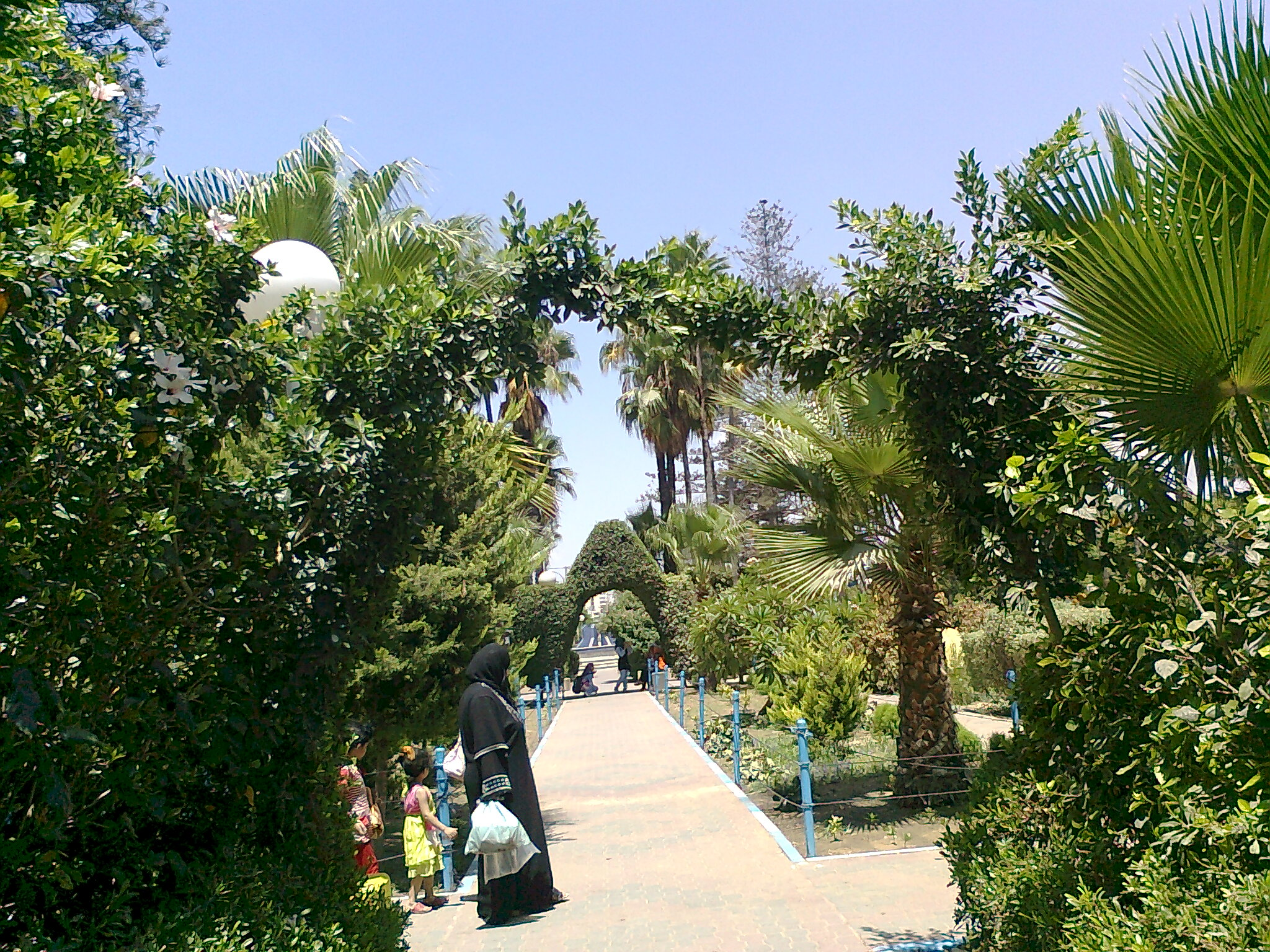
Parco di Gaza, 2012

I principali prodotti agricoli sono fragole, agrumi, datteri, olive, fiori e verdure varie. L'inquinamento e l'elevata domanda di acqua hanno ridotto la capacità produttiva delle aziende agricole nella striscia di Gaza. Le industrie su piccola scala comprendono la produzione di materie plastiche, materiali da costruzione, tessuti, mobili, ceramiche, piastrelle, oggetti in rame e tappeti. Dagli accordi di Oslo, migliaia di residenti sono stati impiegati in ministeri governativi e servizi di sicurezza, UNRWA e organizzazioni internazionali. Le industrie minori includono i tessili e la lavorazione degli alimenti. Una varietà di articoli sono venduti nei bazar di Gaza, tra cui tappeti, ceramiche, mobili in vimini e abiti di cotone. L'esclusivo centro commerciale Gaza Mall è stato inaugurato nel luglio 2010.
Molti abitanti di Gaza lavoravano nel settore dei servizi israeliano quando il confine era aperto, ma dopo il ritiro di Israele del 2005 dalla striscia di Gaza questa fonte di posti di lavoro è scomparsa.
Un rapporto non governativo del 2008 affermava che Gaza aveva sofferto di una tendenza a lungo termine di stagnazione economica e terribili indicatori di sviluppo, la cui gravità era stata aumentata esponenzialmente dai blocchi israeliani ed egiziani. Il rapporto ha citato una serie di indicatori economici per illustrare il punto: nel 2008, il 95% delle operazioni industriali di Gaza è stato sospeso a causa della mancanza di input di accesso per problemi di produzione e di esportazione. Nel 2009, la disoccupazione a Gaza era vicina al 40%. Il settore privato che genera il 53% di tutti i posti di lavoro a Gaza è stato devastato e le imprese sono fallite. Nel giugno 2005, 3 900 fabbriche a Gaza impiegavano 35 000 persone, a dicembre 2007 ne erano ancora impiegate solo 1 700. L'industria delle costruzioni era paralizzata con decine di migliaia di lavoratori senza lavoro. Il settore agricolo è stato duramente colpito, colpendo quasi 40 000 lavoratori dipendenti da colture da reddito (cash crop).
I prezzi dei prodotti alimentari a Gaza sono aumentati durante il blocco, con la farina di grano in crescita del 34%, riso in crescita del 21% e latte in polvere in crescita del 30%. Nel 2007, le famiglie hanno speso in media il 62% del loro reddito totale in prodotti alimentari, rispetto al 37% nel 2004. In meno di un decennio, il numero di famiglie dipendenti dall'aiuto alimentare dell'UNRWA è aumentato di dieci volte. Nel 2008, l'80% della popolazione ha fatto affidamento su aiuti umanitari nel 2008 rispetto al 63% nel 2006. Secondo un rapporto di Oxfam del 2009, Gaza soffriva di una grave carenza di alloggi, strutture educative, strutture sanitarie e infrastrutture, insieme a un sistema di fognatura inadeguato che ha contribuito ai problemi di igiene e salute pubblica.
A seguito di un significativo allentamento della politica di blocco nel 2010, l'economia di Gaza ha iniziato a registrare un sostanziale recupero. L'economia di Gaza è cresciuta dell'8% nei primi 11 mesi del 2010. L'attività economica è ampiamente sostenuta da donazioni di aiuti esteri. Ci sono un certo numero di hotel a Gaza, tra cui Palestine, Grand Palace, Adam, al-Amal, al-Quds, Cliff, al-Deira e Marna House. Tutti, tranne il Palestine Hotel, sono situati nel distretto costiero di Rimal. L'Organizzazione delle Nazioni Unite (ONU) ha un beach club sulla stessa strada. Gaza non è una destinazione frequente per i turisti e la maggior parte degli stranieri che soggiornano negli hotel sono giornalisti, operatori umanitari, personale delle Nazioni Unite e della Croce Rossa. Gli hotel esclusivi includono al-Quds e al-Deira Hotel.
Nel 2012 la disoccupazione è scesa al 25 percento.
Nel novembre 2012, un rapporto della Camera di commercio palestinese chiedeva che la striscia di Gaza fosse riconosciuta come un'area in disastro economico dopo aver concluso che l'operazione israeliana Pilastro di difesa ha causato circa 300 milioni di dollari di danni economici.

## Geografia antropica

### Città Vecchia di Gaza
La Città Vecchia costituisce la parte principale del centro di Gaza. È approssimativamente divisa in due quarti; il quartiere settentrionale di Daraj (noto anche come il quartiere musulmano) e il quartiere meridionale di Zaytun (che conteneva i quartieri ebraici e cristiani). La maggior parte delle strutture risalgono all'epoca mamelucca e ottomana, e alcune furono costruite sopra le strutture precedenti. La parte antica della Città Vecchia è di circa 1,6 km².
Ci sono sette porte storiche per la Città Vecchia: Bab Asqalan (Porta di Ashkelon), Bab al-Darum (Porta di Deir al-Balah), Bab al-Bahr (Porta del mare), Bab Marnas (Porta di Marnas), Bab al-Baladiyah (Porta della Città), Bab al-Khalil (Porta di Hebron) e Bab al-Muntar (Porta di Tell al-Muntar). Alcuni degli edifici più vecchi usano lo stile ablaq della decorazione che presenta strati alternati di murature rosse e bianche, prevalenti nell'era mamelucca. Daraj contiene il mercato dell'oro (Qissariya), la Grande Moschea di Gaza (la più antica moschea di Gaza) e la Moschea Sayed al-Hashim. A Zaytun si trovano la chiesa di San Porfirio, la moschea Katib al-Wilaya e Hamam as-Sammara ("le terme del samaritano").

### Quartieri

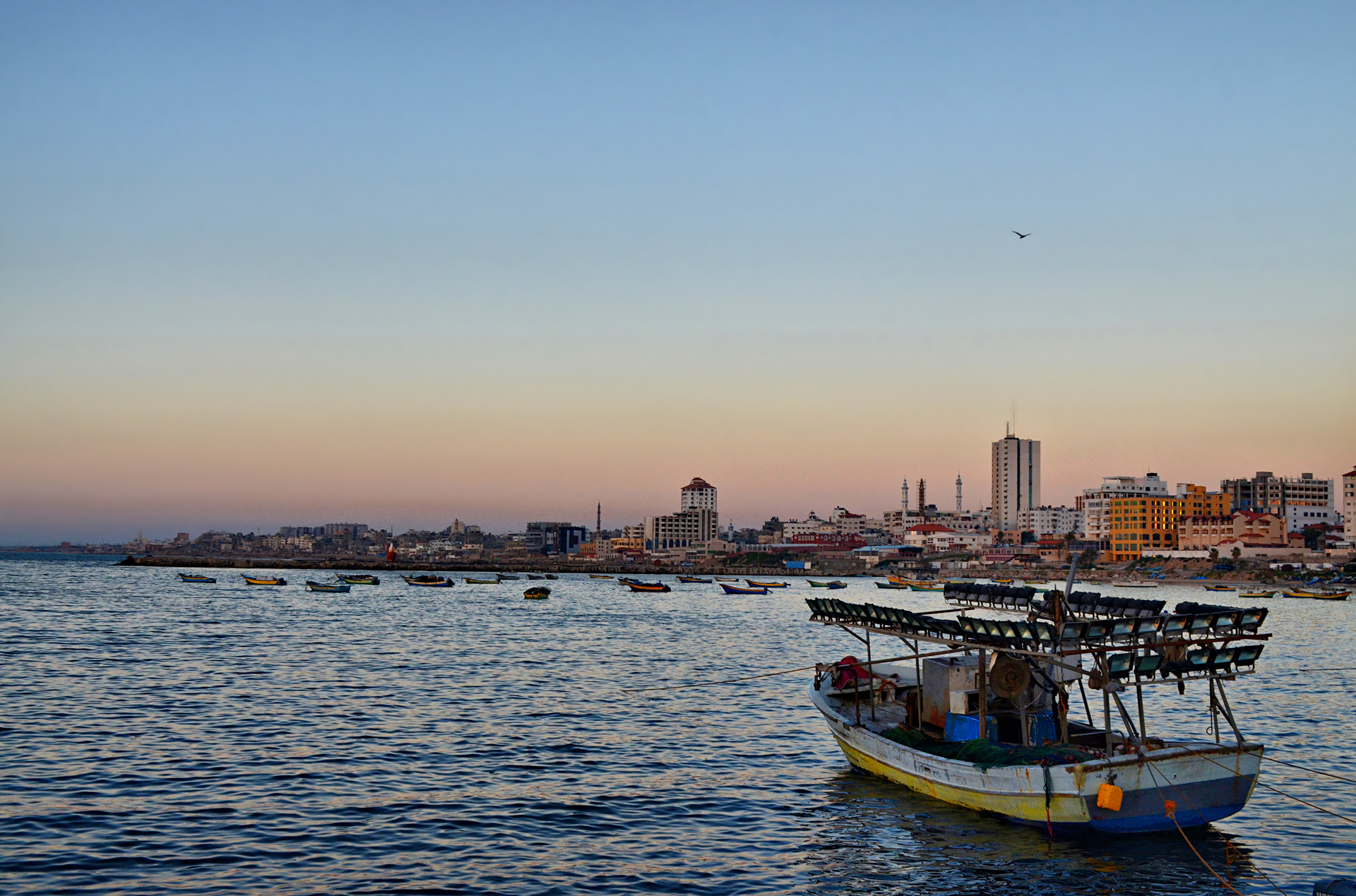
Vista di Gaza dal porto

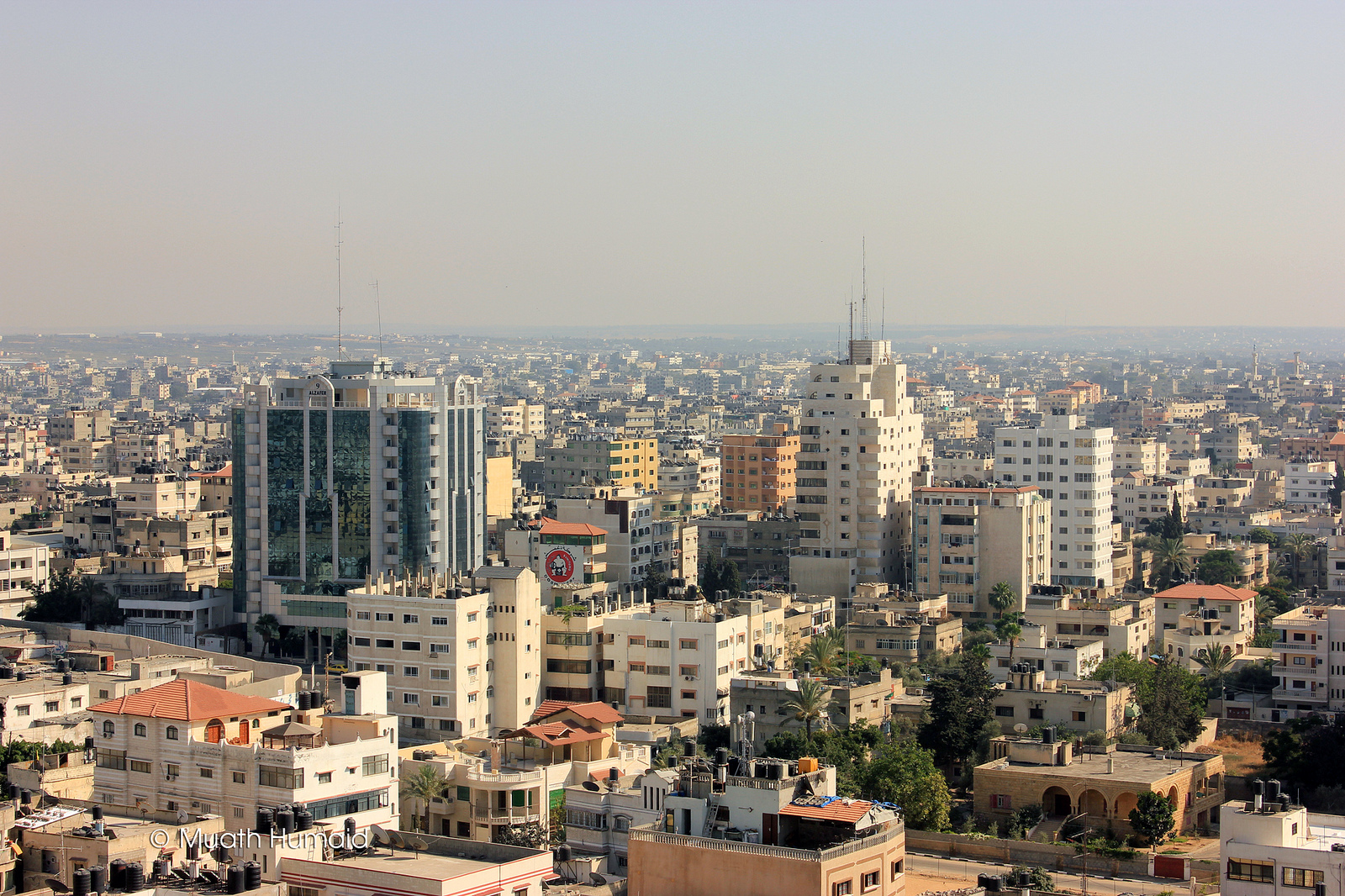
Gaza Est

Gaza è composta da tredici distretti (hayy) fuori dalla Città Vecchia. La prima estensione di Gaza oltre il suo centro città fu il distretto di Shuja'iyya, costruito su una collina appena ad est e sud-est della Città Vecchia durante il periodo ayyubide. Nel nord-est si trova il distretto di Tuffah, di epoca mamelucca, che originariamente era situato all'interno delle mura della Città Vecchia.
Durante gli anni 1930 e 1940, un nuovo quartiere residenziale, Rimal, fu costruito sulle dune di sabbia a ovest del centro città, e il distretto di Zeitoun fu costruito lungo i confini meridionali e sud-occidentali di Gaza, mentre i quartieri Judeide ("il Nuovo") e Turukman di Shuja'iyya si espandono in distretti separati rispettivamente a nord-est e sud-est. Judeide (noto anche Shuja'iyyat al-Akrad) prende il nome dalle unità militari curde che vi si stabilirono durante l'era mamelucca, mentre Turukman prese il nome dalle unità militari turkmene che vi si insediarono.
Le aree tra Rimal e la Città Vecchia divennero i distretti di Sabra e Daraj. Nel nord-ovest si trova il distretto di Nasser, costruito all'inizio degli anni 1950 e denominato in onore del presidente egiziano Gamal Abdel Nasser. Il distretto di Sheikh Radwan, sviluppato negli anni 1970, è 3 chilometri (1,9 mi) a nord della Città Vecchia e prende il nome dallo sceicco Radwan, la cui tomba si trova all'interno del distretto. Gaza ha assorbito il villaggio di al-Qubbah vicino al confine con Israele, così come il campo profughi palestinese di al-Shati lungo la costa, sebbene quest'ultimo non sia sotto la giurisdizione municipale della città. Alla fine degli anni 1990, l'Autorità Nazionale Palestinese costruì il ricco quartiere Tel al-Hawa lungo il bordo meridionale del Rimal. Lungo la costa meridionale della città si trova il quartiere di Sheikh Ijlin.

## Infrastrutture e trasporti

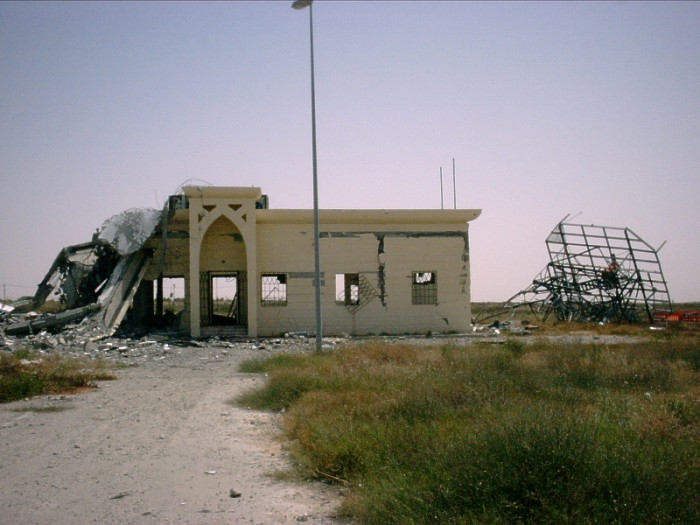
Rovine dell'aeroporto internazionale Yasser Arafat nel sud della Striscia di Gaza

La strada costiera di Rasheed corre lungo la costa di Gaza e la collega al resto della costa della striscia di Gaza. La strada principale della striscia di Gaza, la strada Salah al-Din (la moderna Via Maris) attraversa il centro della città di Gaza, collegandola con Deir al-Balah, Khan Yunis e Rafah a sud e Jabalia e Beit Hanoun nella nord. Il posto-confine settentrionale della strada Salah ad-Din verso Israele è il valico di Erez e la traversata in Egitto è il valico di Rafah.
Omar Mukhtar Street è la strada principale nella città di Gaza che corre da nord a sud, che si dirama dalla strada Salah ad-Din, si estende dalla costa del Rimal e dalla Città Vecchia dove termina al Gold Market. Prima del blocco della Striscia di Gaza, esistevano linee regolari di taxi collettivi per Ramallah e Hebron in Cisgiordania. La città di Gaza è servita da taxi e autobus.
L'aeroporto internazionale Yasser Arafat vicino a Rafah ha aperto nel 1998 a 40 chilometri (25 mi) sud di Gaza. Le sue piste e le strutture sono state danneggiate dalle forze di difesa israeliane nel 2001 e nel 2002, rendendo l'aeroporto inutilizzabile. Nell'agosto 2010, la rampa dell'asfalto è stata distrutta da Ḥamās in cerca di pietre e materiali da costruzione riciclati. L'aeroporto internazionale Ben Gurion in Israele si trova a circa 75 chilometri (47 mi) a nord-est della città.

### Acquedotto
Secondo il censimento palestinese del 1997, il 98,1% dei residenti di Gaza era collegato all'approvvigionamento idrico pubblico. Circa l'87,6% era collegato a un sistema fognario pubblico e l'11,8% utilizzava un pozzo nero. Il blocco di Gaza ha fortemente limitato l'approvvigionamento idrico della città. I sei pozzi principali per l'acqua potabile non funzionavano e circa il 50% della popolazione non aveva acqua su base regolare. Il comune ha affermato di essere stato costretto a pompare acqua attraverso "pozzi salati" a causa dell'indisponibilità dell'elettricità. Circa 20 milioni di litri di acque reflue grezze e 40 milioni di litri di acqua parzialmente trattata al giorno affluivano nel Mar Mediterraneo e acque reflue non trattate alimentavano insetti e topi. Come paese "povero d'acqua", Gaza dipende fortemente dall'acqua del Wadi Ghazza. La falda acquifera di Gaza è utilizzata come principale risorsa di Gaza per ottenere acqua di qualità. Tuttavia, la maggior parte dell'acqua del Wadi Ghazza viene deviata verso Gerusalemme.

### Rete elettrica
Nel 2002 Gaza iniziò a gestire la propria centrale elettrica, costruita da Enron. Tuttavia, la centrale elettrica è stata bombardata e distrutta dall'esercito israeliano nel 2006. Prima della distruzione della centrale elettrica, Israele forniva elettricità aggiuntiva a Gaza tramite la Israel Electric Corporation. L'impianto è stato ricostruito entro dicembre 2007. Israele ha comunque continuato a vendere elettricità a Gaza. Attualmente, l'Egitto è in trattativa per combinare la rete energetica di Gaza con la propria.

### Gestione dei rifiuti
La gestione dei rifiuti solidi urbani è una delle questioni chiave che devono affrontare oggi gli abitanti di Gaza. Queste sfide sono attribuite a diversi fattori; la mancanza di investimenti nei sistemi ambientali, una minore attenzione è stata prestata ai progetti ambientali, l'assenza di forze dell'ordine e la tendenza alla gestione delle crisi. Uno degli aspetti principali di questo problema sono le enormi quantità di macerie e detriti generati a seguito dei bombardamenti israeliani.
Ad esempio, la scala del danno derivante dall'operazione Margine di protezione del 2014 non ha precedenti. Tutti i governatorati nella Striscia di Gaza hanno subito estesi bombardamenti aerei, bombardamenti navali e fuoco di artiglieria, con conseguente notevole quantità di macerie. Secondo recenti statistiche, sono stati generati oltre 2 milioni di tonnellate di detriti. Circa 10 000 case sono state rase al suolo, tra cui due edifici residenziali di 13 piani. Una quantità enorme di detriti rimane sparsa a Gaza. Sono necessari sforzi seri e un budget elevato per gestire questa situazione. Ancora più importante, e sulla base di uno studio UNEP dopo la guerra del 2008, è molto probabile che i detriti siano contaminati con PAH e probabilmente con bifenili policlorurati (PCB), diossine e composti del furano.

## Amministrazione

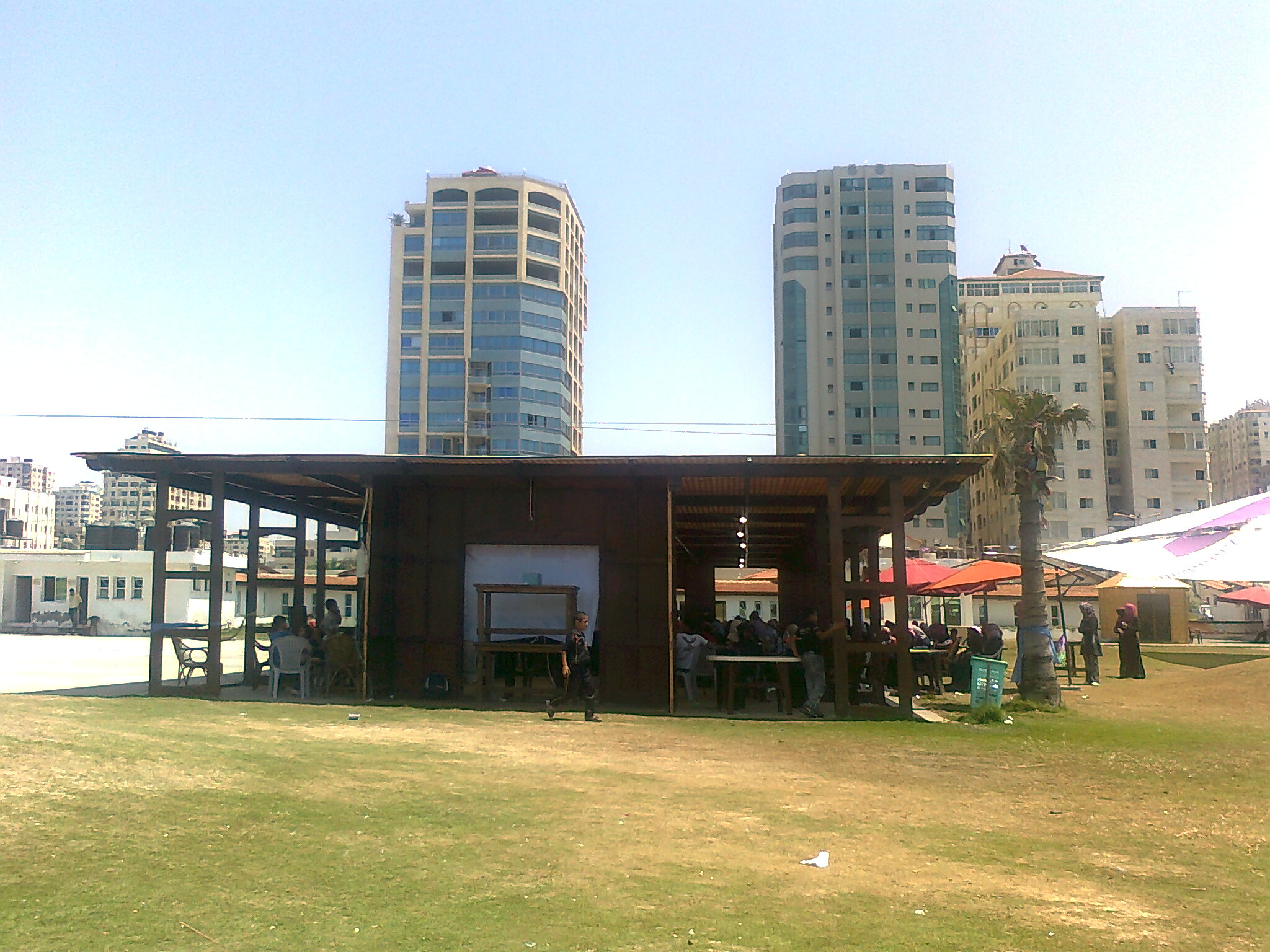
Un locale pubblico vicino alla spiaggia della città di Gaza

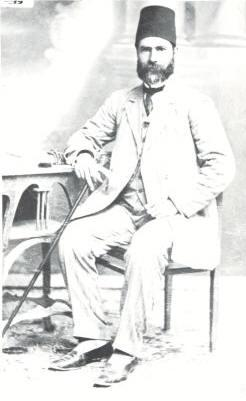
Said al-Shawa, primo sindaco di Gaza

Oggi, Gaza funge da capitale amministrativa del Governatorato di Gaza. Si trova in città l'edificio del Consiglio legislativo palestinese, nonché il quartier generale della maggior parte dei ministeri dell'Autorità palestinese.
Il primo consiglio municipale di Gaza fu formato nel 1893 sotto la presidenza di Ali Khalil Shawa. Il primo sindaco moderno fu suo figlio Said al-Shawa, nominato sindaco nel 1906 dalle autorità ottomane. Al-Shawa ha curato la costruzione del primo ospedale di Gaza, diverse nuove moschee e scuole, il restauro della Grande Moschea e l'introduzione del moderno aratro nella città. Nel 1922, il segretario coloniale britannico Winston Churchill chiese a Gaza di sviluppare la propria costituzione sotto la Palestina del Mandato. Tuttavia, la richiesta venne respinta dai palestinesi.
Il 24 luglio 1994, l'ANP ha proclamato a Gaza il primo consiglio comunale nei territori palestinesi. Le elezioni municipali palestinesi del 2005 non si sono svolte a Gaza, né a Khan Yunis o Rafah. Invece, i funzionari del partito di Fatah hanno selezionato le città, le città e i villaggi più piccoli per tenere le elezioni, supponendo che sarebbero andati meglio nelle aree meno urbane. Il partito rivale Ḥamās, tuttavia, ha vinto la maggior parte dei seggi in sette delle dieci municipalità selezionate per il primo turno, con un'affluenza alle urne dell'80% circa. Il 2007 ha visto violenti scontri tra le due parti che hanno causato la morte di oltre 100 persone, portando alla fine Ḥamās a ottenere il controllo della città.
Normalmente, i comuni palestinesi con popolazioni oltre 20 000 abitanti e che fungono da centri amministrativi hanno consigli municipali composti da quindici membri, tra cui il sindaco. L'attuale consiglio comunale di Gaza, tuttavia, è composto da quattordici membri, tra cui il sindaco, Rafiq Makki. Makki si è dimesso a novembre 2013, ma è stato mantenuto come sindaco ad interim fino ad aprile 2014. È stato poi sostituito dal vice sindaco Nizar Hijazi.

### Gemellaggi
- Tel Aviv[128]
- Dunkerque, dal 1996 (accordo di cooperazione)[129]
- Torino, dal 1999[130]
- Barcellona, dal 1998[131]
- Cascais[132]
- Tromsø[133]
- Riace, dal 2025[134]
- San Juan
- Favara, dal 2025[135]

## Sport
Il Palestine Stadium, lo stadio nazionale palestinese, si trova a Gaza e ha una capacità di 10 000 spettatori. Serve come sede della squadra nazionale di calcio palestinese, ma le partite casalinghe sono giocate a Doha, in Qatar. Gaza ha diverse squadre di calcio locali che partecipano al campionato della striscia di Gaza. Includono Khidmat al-Shatia (campo di al-Shati), Ittihad al-Shuja'iyya (quartiere di Shuja'iyya), Gaza Sports Club e al-Zeitoun (quartiere di Zeitoun).